# Grande Prêmio de San Marino de 1998
Resultados do Grande Prêmio de San Marino de Fórmula 1 realizado em Imola em 26 de abril de 1998. Foi a quarta etapa da temporada e nela o britânico David Coulthard, da McLaren-Mercedes, conseguiu sua única vitória no ano e subiu ao pódio ladeado por Michael Schumacher e Eddie Irvine, pilotos da Ferrari.

## Classificação da prova

### Treino oficial
| Pos.                      | Nº | Piloto                | Construtor          | Tempo    | Diferença |
| ------------------------- | -- | --------------------- | ------------------- | -------- | --------- |
| 1                         | 7  | David Coulthard       | McLaren-Mercedes    | 1:25.973 |           |
| 2                         | 8  | Mika Häkkinen         | McLaren-Mercedes    | 1:26.075 | + 0.102   |
| 3                         | 3  | Michael Schumacher    | Ferrari             | 1:26.437 | + 0.464   |
| 4                         | 4  | Eddie Irvine          | Ferrari             | 1:26.705 | + 0.732   |
| 5                         | 6  | Alexander Wurz        | Benetton-Playlife   | 1:27.273 | + 1.300   |
| 6                         | 1  | Jacques Villeneuve    | Williams-Mecachrome | 1:27.390 | + 1.417   |
| 7                         | 9  | Damon Hill            | Jordan-Mugen/Honda  | 1:27.592 | + 1.619   |
| 8                         | 2  | Heinz-Harald Frentzen | Williams-Mecachrome | 1:27.645 | + 1.672   |
| 9                         | 10 | Ralf Schumacher       | Jordan-Mugen/Honda  | 1:27.866 | + 1.893   |
| 10                        | 5  | Giancarlo Fisichella  | Benetton-Playlife   | 1:27.937 | + 1.964   |
| 11                        | 15 | Johnny Herbert        | Sauber-Petronas     | 1:28.111 | + 2.138   |
| 12                        | 14 | Jean Alesi            | Sauber-Petronas     | 1:28.191 | + 2.218   |
| 13                        | 11 | Olivier Panis         | Prost-Peugeot       | 1:28.270 | + 2.297   |
| 14                        | 17 | Mika Salo             | Arrows              | 1:28.798 | + 2.825   |
| 15                        | 21 | Toranosuke Takagi     | Tyrrell-Ford        | 1:29.073 | + 3.100   |
| 16                        | 12 | Jarno Trulli          | Prost-Peugeot       | 1:29.584 | + 3.611   |
| 17                        | 18 | Rubens Barrichello    | Stewart-Ford        | 1:29.641 | + 3.668   |
| 18                        | 16 | Pedro Paulo Diniz     | Arrows              | 1:29.932 | + 3.959   |
| 19                        | 23 | Esteban Tuero         | Minardi-Ford        | 1:30.649 | + 4.676   |
| 20                        | 19 | Jan Magnussen         | Stewart-Ford        | 1:31.017 | + 5.044   |
| 21                        | 22 | Shinji Nakano         | Minardi-Ford        | 1:31.255 | + 5.282   |
| 22                        | 20 | Ricardo Rosset        | Tyrrell-Ford        | 1:31.482 | + 5.509   |
| Limite dos 107%: 1:31.991 |    |                       |                     |          |           |
| Fonte:                    |    |                       |                     |          |           |

### Corrida
| Pos    | Nº | Piloto                | Equipe              | Voltas | Tempo/Diferença | Grid | Pontos |
| ------ | -- | --------------------- | ------------------- | ------ | --------------- | ---- | ------ |
| 1      | 7  | David Coulthard       | McLaren-Mercedes    | 62     | 1:34:24.593     | 1    | 10     |
| 2      | 3  | Michael Schumacher    | Ferrari             | 62     | + 4.554         | 3    | 6      |
| 3      | 4  | Eddie Irvine          | Ferrari             | 62     | + 51.775        | 4    | 4      |
| 4      | 1  | Jacques Villeneuve    | Williams-Mecachrome | 62     | + 54.590        | 6    | 3      |
| 5      | 2  | Heinz-Harald Frentzen | Williams-Mecachrome | 62     | + 1:17.476      | 8    | 2      |
| 6      | 14 | Jean Alesi            | Sauber-Petronas     | 61     | + 1 volta       | 12   | 1      |
| 7      | 10 | Ralf Schumacher       | Jordan-Mugen/Honda  | 60     | + 2 voltas      | 9    |        |
| 8      | 23 | Esteban Tuero         | Minardi-Ford        | 60     | + 2 voltas      | 19   |        |
| 9      | 17 | Mika Salo             | Arrows              | 60     | + 2 voltas      | 14   |        |
| 10     | 9  | Damon Hill            | Jordan-Mugen/Honda  | 57     | Pane hidráulica | 7    |        |
| 11     | 11 | Olivier Panis         | Prost-Peugeot       | 56     | Motor           | 13   |        |
| Ret    | 20 | Ricardo Rosset        | Tyrrell-Ford        | 48     | Motor           | 22   |        |
| Ret    | 21 | Toranosuke Takagi     | Tyrrell-Ford        | 40     | Motor           | 15   |        |
| Ret    | 12 | Jarno Trulli          | Prost-Peugeot       | 34     | Acelerador      | 16   |        |
| Ret    | 22 | Shinji Nakano         | Minardi-Ford        | 27     | Motor           | 21   |        |
| Ret    | 16 | Pedro Paulo Diniz     | Arrows              | 18     | Motor           | 18   |        |
| Ret    | 8  | Mika Häkkinen         | McLaren-Mercedes    | 17     | Câmbio          | 2    |        |
| Ret    | 5  | Giancarlo Fisichella  | Benetton-Playlife   | 17     | Spun off        | 10   |        |
| Ret    | 6  | Alexander Wurz        | Benetton-Playlife   | 17     | Motor           | 5    |        |
| Ret    | 15 | Johnny Herbert        | Sauber-Petronas     | 12     | Punção          | 11   |        |
| Ret    | 19 | Jan Magnussen         | Stewart-Ford        | 8      | Transmissão     | 20   |        |
| Ret    | 18 | Rubens Barrichello    | Stewart-Ford        | 0      | Spun off        | 17   |        |
| Fonte: |    |                       |                     |        |                 |      |        |

## Tabela do campeonato após a corrida
| Pos. | Piloto                | Pontos |
| ---- | --------------------- | ------ |
| 1    | Mika Häkkinen         | 26     |
| 2    | David Coulthard       | 23     |
| 3    | Michael Schumacher    | 20     |
| 4    | Eddie Irvine          | 11     |
| 5    | Heinz-Harald Frentzen | 8      |

| Pos. | Construtor          | Pontos |
| ---- | ------------------- | ------ |
| 1    | McLaren-Mercedes    | 49     |
| 2    | Ferrari             | 31     |
| 3    | Williams-Mecachrome | 13     |
| 4    | Benetton-Playlife   | 7      |
| 5    | Sauber-Petronas     | 4      |

- Nota: Somente as primeiras cinco posições estão listadas.